# Billy Forbes
Billy Forbes est un footballeur international insulaire des Îles Turks-et-Caïcos né le 13 décembre 1990 jouant au poste d'attaquant au Fuego de Central Valley (en) en USL League One.

## Biographie

### Parcours en club
Après avoir évolué dans son pays natal en 2006-2007, il rejoint les Whitecaps de Vancouver pour une période d'essai. Mais, alors que les entraîneurs de la franchise canadienne souhaitaient le conserver, Billy préfère opter pour la voie universitaire en rejoignant le Western Texas College à la suite de l'obtention d'une bourse.
Durant l'été 2012, il évolue pour l'équipe du Mississippi Brilla en PDL puis avec les Southern West Virginia King's Warriors en 2013.
Sa carrière professionnelle débute lorsque les Scorpions de San Antonio, formation texane de NASL le recrute pour la saison 2014. Lors de sa première saison en NASL, Billy effectue sept passes décisives, devenant ainsi le meilleur passeur de la ligue en 2014. De plus, il inscrit le but vainqueur en finale des séries éliminatoires du championnat, offrant ainsi le titre à son équipe. À la suite de cette belle saison, il voit son contrat prolongé par les Scorpions.

### Parcours en sélection
Il prend part à sa première rencontre internationale le 6 février 2008 contre la sélection de Sainte-Lucie, la partie se soldant par une victoire 2-1. Son premier but en sélection intervient le 23 mars 2015 quand, en tant que capitaine, il inscrit la première réalisation de son équipe contre Saint-Christophe-et-Niévès, une rencontre comptant pour le premier tour des éliminatoires à la Coupe du monde de 2018.

## Palmarès
Scorpions de San Antonio
- Champion de NASL en 2014
- Champion d'automne en NASL en 2014